# Encomienda de Beas
La Encomienda de Beas era un territorio español, que perteneció a la Orden de Santiago, siendo su núcleo principal la villa de Beas, y algunos pequeños lugares de población (Allozar, Natro, Torre Losanco y Santa Rufina). Pasó a depender del Campo de Montiel, así como del partido judicial de Villanueva de los Infantes. Aunque a partir del siglo XIX, con la división territorial de España de 1833, su término pasó a formar parte de la provincia de Jaén.

## Historia
Tras ser reconquistada Beas por Fernando III el Santo, en 1235, la villa le fue donada en primera instancia a su canciller, y Obispo de Osma, Juan de Osma, este en 1239, se la permuta a la Orden de Santiago, por otras heredades en Castilla la Vieja. Aunque la encomienda existía como tal desde 1329, fecha en la que se conoce a su primer comendador. La villa de Beas, contaba con una buena fortaleza, bien amurallada y almenada, con varias torres alrededor de la misma.
El comendador se reservaba los derechos de la jurisdicción, los monopolios, las carnicerías y los censos inmuebles y raíces, entre otros, constituyéndose las principales partidas por los diezmos de ganados y cáñamo.

## Comendadores
| - Ruy Pérez, (1329) - Martín Fernández Delgadillo, (1338-1342) - Pedro Gómez Carrillo, (1359-1366) - Lorenzo Suárez de Figueroa (1387) - Lope Suárez Mexía, (1398-1403) - Alfonso de Acítores, (1409-1445) - Fernando González de Valderrábano, (1468-1480) | - Fadrique Enríquez (1491) - Garcilaso de la Vega (1493) - Enrique Enríquez (1495) - Miguel Pérez de Almazán (1501-1514) - Juan Pérez de Almazán (1525-1547) - Gómez Suárez de Figueroa (1548-1559) |